# Comune di Roskilde
Il comune di Roskilde è un comune danese situato nella regione della Selandia con sede amministrativa nella cittadina omonima.
Il comune è stato riformato in seguito alla riforma amministrativa del 1º gennaio 2007 accorpando i precedenti comuni di Gundsø e Ramsø.

## Centri abitati
I centri abitati principali del comune sono:
- Roskilde (52 974)
- Jyllinge (10 781)
- Viby (4 881)
- Svogerslev (4 277)
- Vindinge (3 127)